# Шелангер (деревня)
Шеланге́р (мар. Шолэҥер) — деревня в Звениговском районе Республики Марий Эл. Входит в состав Шелангерского сельского поселения.

## География
Находится в южной части республики Марий Эл на расстоянии приблизительно 30 км по прямой на север-северо-восток от районного центра города Звенигово.

## История
Альтернативное название деревни — Немедсола (Немычсола). Упоминается с 1859 года, когда здесь было учтено 32 двора и 190 человек. В 1926 году в деревне было 54 хозяйства и 254 жителя. В советское время работали колхозы «Майгот», имени Ульянова, совхоз «Звениговский».

## Население
Население составляло 82 человека (мари 89 %) в 2002 году, 104 в 2010.